# Rallye Olympus
Le Rallye Olympus est une épreuve de rallye automobile de type terre disputée dans l'État de Washington, ayant compté pour le championnat du monde des rallyes (WRC) en 1986, 1987 et 1988, alors remportée à trois reprises par la marque automobile Lancia (cette dernière obtenant également un triplé gagnant en 1987, et un doublé en 1988).

## Histoire
Il est créé en 1968 sous la forme d'une épreuve de régularité, avec alors une organisation basée à Shelton (WA), puis fait partie du Championnat des États-Unis des rallyes SCCA ProRally de 1973 à 1976. L'année suivante il est inclus dans la seule Coupe d'Amérique du Nord des rallyes (NARA, puis NARRA) jusqu'en 1979. De 1980 à 1987 il est réintégré -outre-Atlantique- dans le seul SCCA ProRally.
Centré sur Tacoma, il rayonne sur la Péninsule Olympique et est sponsorisé par la marque Toyota entre 1985 et 1987, durant sa période de reconnaissance internationale; il représente depuis lors la dernière tentative d'implanter durablement une épreuve du WRC sur le sol des États-Unis d'Amérique, après celle du Rallye Press on Regardless en 1973 et 1974 (elle-même précédée par les étapes de licence sous observation FIA en 1970-71, et d'épreuve en IMC durant l'année 1972).
En 1985, il fait partie du Championnat mondial des Sport-Prototypes, et du seul Championnat mondial des conducteurs pour les rallyes.
De 1989 à 2005 il n'est pas disputé. Réactivé en 2006 pour l'occasion, il intègre le tout nouveau Championnat des États-Unis des rallyes Rally America dès l'année suivante, pour ne plus le quitter.

## Palmarès en championnats mondiaux
| Année | Dénomination                                      | Pilote          | Copilote        | Voiture                       |
| ----- | ------------------------------------------------- | --------------- | --------------- | ----------------------------- |
| 1985  | 20th Olympus "World Championship Prototype" Rally | Hannu Mikkola   | Arne Hertz      | Audi Quattro S1 (du Groupe 1) |
| 1986  | 21st Olympus Rally (WRC)                          | Markku Alén     | Ilkka Kivimäki  | Lancia Delta S4               |
| 1987  | 22nd Olympus Rally (WRC)                          | Juha Kankkunen  | Juha Piironen   | Lancia Delta HF 4WD           |
| 1988  | 23rd Olympus Rally (WRC)                          | Massimo Biasion | Tiziano Siviero | Lancia Delta Intégrale        |

(nb: le japonais Nobuhiro Tajima (7e en 1988 et 15e en 1987, abandon en 1986) était quant à lui le seul pilote de cette période toujours en activité jusqu'en 2011)

## Palmarès complet
| Année       | Pilote          | Copilote             | Voiture                       | Lieu d'organisation      |
| ----------- | --------------- | -------------------- | ----------------------------- | ------------------------ |
| 1973        | Gene Henderson  | Ken Pogue            | AMC Jeep                      | Shelton, WA              |
| 1974        | Gene Henderson  | Ken Pogue            | AMC Jeep                      | Shelton, WA              |
| 1975        | John Buffum     | Vicki Dykema         | Ford Escort                   | Tumwater WA              |
| 1976        | John Buffum     | Vicki Dykema         | Porsche Carrera               | Olympia, WA              |
| 1977        | Ron Richardson  | Ray Hocker           | Plymouth Arrow                | Tacoma, WA               |
| 1978        | John Buffum     | Doug Shepherd        | Triumph TR7                   | Olympia, WA              |
| 1979        | Hendrik Blok    | Damon Trimble        | Plymouth Arrow                | Olympia, WA              |
| 1980        | Rod Millen      | Dave Weiman          | Mazda RX-7                    | Tumwater WA              |
| 1981        | Rod Millen      | Bob Kraushaar        | Mazda RX-7                    | Olympia, WA              |
| 1982        | John Buffum     | Doug Shepherd        | Audi quattro                  | Tumwater WA              |
| 1983        | Rod Millen      | R. Dale Kraushaar    | Mazda RX-7                    | Tumwater WA              |
| 1984        | Rod Millen      | R. Dale Kraushaar    | Mazda RX-7                    | Tumwater WA              |
| 1985        | Hannu Mikkola   | Arne Hertz           | Audi Quattro S1 (du Groupe 1) | Olympia, WA              |
| 1986        | Markku Alén     | Ilkka Kivimäki       | Lancia Delta S4               | Tacoma, WA / Tumwater WA |
| 1987        | Juha Kankkunen  | Juha Piironen        | Lancia Delta HF 4WD           | Seattle, WA / Tacoma, WA |
| 1988        | Massimo Biasion | Tiziano Siviero      | Lancia Delta Intégrale        | Tacoma, WA               |
| 1989 - 2005 | Non courru      | Non courru           | Non courru                    | Non courru               |
| 2006        | Wyeth Gubelmann | Cindy Krolikowski    | Subaru Impreza WRX STI        | Shelton, WA              |
| 2007        | Ramana Lagemann | Mark Williams        | Mitsubishi Lancer Evolution   | Shelton, WA              |
| 2008        | Ken Block       | Alessandro Gelsomino | Subaru Impreza WRX STI        | Pomeroy, WA              |
| 2009        | Travis Pastrana | Christian Edstrom    | Subaru Impreza WRX STI        | Aberdeen, WA             |
| 2010        | Travis Pastrana | Christian Edstrom    | Subaru Impreza WRX STI        | Ocean Shores WA          |
| 2011        | David Higgins   | Craig Drew           | Subaru Impreza WRX STI        | Ocean Shores WA          |
| 2012        | Ken Block       | Alessandro Gelsomino | Ford Fiesta                   | Ocean Shores WA          |
| 2013        | Non courru      | Non courru           | Non courru                    | Non courru               |
| 2014        | Hardy Schmidtke | Chris Kremer         | Mitsubishi Lancer Evo VIII MR | Shelton, WA              |
| 2015        | David Higgins   | Craig Drew           | Subaru Impreza WRX STI        | Shelton, WA              |
| 2016        | David Higgins   | Craig Drew           | Subaru Impreza WRX STI        | Shelton, WA              |
| 2017        | David Higgins   | Craig Drew           | Subaru Impreza WRX STI        | Shelton, WA              |
| 2018        | Patrik Sandell  | Per Almkvist         | Subaru Impreza WRX STI        | Shelton, WA              |
| 2019        | Oliver Solberg  | Denis Giraudet       | Subaru Impreza WRX STI        | Shelton, WA              |
| 2020        | Barry McKenna   | Leon Jordan          | Škoda Fabia R5                | Shelton, WA              |
| 2021        | Travis Pastrana | Rhianon Gelsomino    | Subaru Impreza WRX STI        | Shelton, WA              |
| 2022        | Brandon Semenuk | Keaton Williams      | Subaru Impreza WRX STI        | Shelton, WA              |
| 2023        | Brandon Semenuk | Keaton Williams      | Subaru Impreza WRX STI        | Shelton, WA              |
| 2024        | Brandon Semenuk | Keaton Williams      | Subaru WRX (VB)               | Shelton, WA              |